# María Eduviges de Hesse-Darmstadt
María Eduviges de Hesse-Darmstadt (en alemán, Marie Hedwig von Hessen-Darmstadt; Giessen, 26 de noviembre de 1647-Ichtershausen, 19 de abril de 1680) fue una noble de la Casa de Hesse, princesa de Hesse-Darmstadt, y por matrimonio duquesa de Sajonia-Meiningen. 

## Biografía
María Eduviges era la hija menor del landgrave Jorge II de Hesse-Darmstadt (1605-1661) y de su esposa, la princesa Sofía Leonor de Sajonia (1609-1671), hija del elector Juan Jorge I de Sajonia y de la princesa Magdalena Sibila de Prusia. 
La princesa se casó el 20 de noviembre de 1671 en el castillo de Friedenstein, en Gotha, con el duque Bernardo I de Sajonia-Meiningen. Este duque gobernaba conjuntamente con sus hermanos en Sajonia-Gotha. La pareja residió en Ichtershausen desde 1676. Aquí Bernardo construyó un castillo que en honor a su esposa se llamó Marienburg, después María Eduviges.
En 1680, Bernardo dividió con sus hermanos el país y se convirtió en el primer duque de Sajonia-Meiningen. La mayor parte de su recién formado territorio soberano pertenecía al antiguo condado de la Casa de Hennenberg, que tenía en su escudo de armas una gallina negra. Este símbolo era en ese momento relacionado con la brujería y la magia. María Eduviges, notándose muy determinada justo antes del traslado de la residencia de Ichterhausen a Meiningen, declaró que nunca entraría a la tierra de la gallina negra. Murió con sólo 32 años, poco después del nacimiento de su último hijo, nueve semanas antes del traslado de la corte. Su cuerpo fue trasladado después a Meiningen y fue sepultada allí. Bernardo, para homenajear la memoria de su primera esposa, construyó en el palacio de Elisabethenburg, la conocida Sala Barroca Hesse, para la apreciación de ambas dinastías debería estar provista con imágenes de retrato.

## Descendientes
De su matrimonio María Eduviges tuvo los siguientes hijos: 
- Ernesto Luis I (1672-1724), duque de Sajonia-Meiningen y casado desde 1704 con la princesa Dorotea María de Sajonia-Gotha (1674-1713);
- Bernardo (1673-1694);
- Juan Ernesto (1674-1675);
- María Isabel (1676);
- Juan Jorge (1677-1679);
- Federico Guillermo (1679-1746), duque de Sajonia-Meiningen.
- Jorge Ernesto (1680-1699).